# العلاقات الكينية الموريتانية
العلاقات الكينية الموريتانية هي العلاقات الثنائية التي تجمع بين كينيا وموريتانيا.

## مقارنة بين البلدين
هذه مقارنة عامة ومرجعية للدولتين:
| وجه المقارنة                                              | كينيا                         | موريتانيا                 |
| --------------------------------------------------------- | ----------------------------- | ------------------------- |
| المساحة (كم2)                                             | 581.31 ألف                    | 1.03 مليون                |
| عدد السكان (نسمة)                                         | 48.47 مليون                   | 4.42 مليون                |
| الكثافة السكانية (ن./كم²)                                 | 83.38                         | 4.29                      |
| العاصمة                                                   | نيروبي                        | نواكشوط                   |
| اللغة الرسمية                                             | اللغة السواحلية، لغة إنجليزية | اللغة العربية، لغة فرنسية |
| العملة                                                    | شيلينغ كيني                   | أوقية موريتانية، أوقية ‏   |
| الناتج المحلي الإجمالي (بليون دولار)                      | 74.94 مليار                   | 5.02 مليار                |
| الناتج المحلي الإجمالي (تعادل القوة الشرائية) بليون دولار | 142.24 مليار                  |                           |
| الناتج المحلي الإجمالي الاسمي للفرد دولار أمريكي          | 1.38 ألف                      |                           |
| الناتج المحلي الإجمالي للفرد دولار أمريكي                 | 2.95 ألف                      | 3.91 ألف                  |
| مؤشر التنمية البشرية                                      | 0.548                         | 0.506                     |
| رمز المكالمات الدولي                                      | +254                          | +222                      |
| رمز الإنترنت                                              | .ke                           | .mr                       |
| المنطقة الزمنية                                           | ت ع م+03:00                   | 00                        |

## منظمات دولية مشتركة
يشترك البلدان في عضوية مجموعة من المنظمات الدولية، منها:
| علم المنظمة | اسم المنظمة                                 | تاريخ انضمام كينيا | تاريخ انضمام موريتانيا |
| ----------- | ------------------------------------------- | ------------------ | ---------------------- |
|             | البنك الإفريقي للتنمية                      | ?                  | ?                      |
|             | البنك الدولي للإنشاء والتعمير               | 3 فبراير 1964      | 10 سبتمبر 1963         |
|             | المركز الدولي لتسوية المنازعات الاستشارية   | 2 فبراير 1967      | 14 أكتوبر 1966         |
|             | منظمة التجارة العالمية                      | 1995               | 31 مايو 1995           |
|             | منظمة حظر الأسلحة الكيميائية                | ?                  | ?                      |
|             | الأمم المتحدة                               | 16 ديسمبر 1963     | 27 أكتوبر 1961         |
|             | مجموعة دول أفريقيا والكاريبي والمحيط الهادئ | ?                  | ?                      |
|             | الاتحاد الأفريقي                            | 13 ديسمبر 1963     | 25 مايو 1963           |
|             | وكالة ضمان الاستثمار متعدد الأطراف          | 28 نوفمبر 1988     | 8 سبتمبر 1992          |
|             | منظمة الشرطة الجنائية الدولية               | ?                  | ?                      |
|             | مؤسسة التنمية الدولية                       | 3 فبراير 1964      | 10 سبتمبر 1963         |
|             | يونسكو                                      | 7 أبريل 1964       | 10 يناير 1962          |
|             | مؤسسة التمويل الدولية                       | 3 فبراير 1964      | 29 ديسمبر 1967         |
|             | الاتحاد البريدي العالمي                     | ?                  | ?                      |
|             | الاتحاد الدولي للاتصالات                    | 11 أبريل 1964      | 18 أبريل 1962          |

## وصلات خارجية
- موقع وزارة الخارجية الكينية